# Philoponella sabah
Espèce
Philoponella sabah est une espèce d'araignées aranéomorphes de la famille des Uloboridae.

## Distribution
Cette espèce est endémique du Sabah en Malaisie,.

## Description
Le mâle holotype mesure 2,63 mm et la femelle paratype 5,11 mm.

## Étymologie
Son nom d'espèce lui a été donné en référence au lieu de sa découverte, le Sabah.

## Publication originale
- Yoshida, 1992 : Two new species of the genus Philoponella (Araneae: Uloboridae) from Taiwan and Borneo. Acta Arachnologica, vol. 41, no 2, p. 193-198 (texte intégral).